# 金文 (景泰進士)
金文（1430年—？），字尚德，浙江處州府麗水縣人，民籍，明朝政治人物。進士出身。

## 生平
浙江鄉試第一百三十二名。景泰二年（1451年）辛未科會試第八十一名，殿試登進士第三甲第七十三名。

## 家族
曾祖金善，曾任處州知州。祖父金叔度，曾任封廣東道監察御史。父亲金愷，曾任廣東道監察御史。